# Чхве Мінхо
Чхве Мін Хо (кор. 최민호, нар. 9 грудня 1991, Інчхон, Південна Корея), відоміший під мононімом Мінхо (кор. 민호, англ. Minho), — південнокорейський співак, актор і автор пісень. У травні 2008 року він дебютував як учасник південнокорейського чоловічого гурту SHINee, який згодом став одним із найпродаваніших корейських виконавців. Окрім цього, він дебютував як актор у листопаді 2010 року в 24 епізоді серіалу антології від KBS2 під назвою Pianist. Відтоді він зіграв ролі в телевізійних серіалах, таких як Salamander Guru and The Shadows (2012), To the Beautiful You (2012), Medical Top Team (2013), My First Time (2015) та Хваран: Молоді поети воїни (2016). 2016 року він дебютував у фільмі Canola. Як соліст випустив цифрові сингли «I'm Home» (2019) та «Heartbreak» (2021). Він випустив свій дебютний сольний мініальбом Chase у 2022 році.

## Кар'єра

### 2008—2009: початок кар'єри та Shinee
Чхве Мінхо був помічений на SM Casting System у 2006 році та був моделлю для колекції Ха Санг-бека в Сеулі у березні 2008 року. Через місяць Чхве був обраний учасником гурту SHINee. Гурт з п'яти учасників дебютував 25 травня 2008 року на SBS Inkigayo. Перший мініальбом гурту Replay вийшов 22 травня і дебютував у корейських музичних чартах MIAK на десятому місці, максимально досягнувши восьмої позиції. Мінхо почав брати участь у написанні репу для пісень Shinee з їхнього першого студійного альбому The Shinee World під керівництвом інструктора репу JQ. JQ похвалив письменницькі здібності Чхве та зазначив, що в нього є багато хороших ідей і «декілька геніальних моментів тут і там». Особливо він був задоволений реп-лірикою Мінхо для синглу Shinee «Juliette» 2009 року.
У 2009 і 2010 роках Чхве Мінхо з'явився в корейській і японській версіях кліпу Girls' Generation «Gee». Він також був показаний у кліпі на дебютну пісню VNT «Sound» у 2010 році. 2009 року Чхве приєднався до популярного шоу Let's Go! Dream Team як звичайний актор.

### 2010—2015: Акторський дебют
У 2010 році Чхве приєднався до вар'єте шоу Oh! My School як учасник акторського складу і почав вести музичну програму Show! Music Core разом із колегою по гурту Onew, учасницею Miss A Сюзі та учасницею T-ara Джійон. Він дебютував у спеціальній драмі KBS2 під назвою Піаніст з актрисою Хан Джі Хе. 2011 року Мінхо брав участь у ситкомі SBS «Гуру Саламндра та Тінь». Він зіграв роль геніального хакера.
У 2012 році було підтверджено, що Мінхо зіграє головну роль, разом із Соллі з f(x) і Лі Хьон Во, у To the Beautiful You, корейській адаптації манґи Hana-Kimi. Трансляція серіалу розпочалася 15 серпня 2012 року на SBS. Готуючись до ролі золотого медаліста зі стрибків у висоту, Чхве протягом півтора місяців проходив особисті тренування у тренера Кім Те Йона, колишнього національного спортсмена зі стрибків у висоту та члена Корейської асоціації легкоатлетичних федерацій. Його особистий рекорд — 175 см. У грудні 2012 року Мінхо приєднався до танцювального проєкту SM The Performance разом із колегами по лейблу TVXQ, Super Junior, Shinee та EXO.
Чхве Мінхо почав вести вар'єте-шоу Mamma Mia у квітні 2013 року, але залишив шоу через місяць через графік гастролей Shinee. Він відновив свою роль ведучого на Show! Music Core після дворічної відсутності, цього разу разом із Кім Со Хьон і Но Хон Чолем. У липні 2013 року Чхве повернувся на маленькі екрани у телесеріалі MBC Medical Top Team. Дорама отримала низькі рейтинги та була розкритикована за спробу розповісти занадто багато історій одночасно та втрату основного центру історії. Однак акторська гра Мінхо отримала позитивний відгук і було відзначено його зростання як актора. У серпні він брав участь у реаліті-серіалі Star Diving Show Splash, але його було скасовано після чотирьох епізодів через те, що кілька учасників отримали травми.
У 2015 році Чхве був обраний на головну роль у драмі OnStyle My First Time разом з актрисою Пак Со Дам, яка вийшла на екрани у вересні. Це була перша прем'єра дорами OnStyle із вісьмома епізодами.

### 2016—2020: дебют на великому екрані, сольна музична кар'єра та призов до армії
На початку 2016 року Мінхо збільшив свою акторську діяльність. Він брав участь у кількох проєктах, у тому числі в історичній корейській драмі під назвою Хваран: Молоді поети воїни, трансляція якої почалася 19 грудня 2016 року на KBS2. Його дебютний кінопроєкт під назвою Canola разом з акторками Йон Ю Чжун і Кім Го Ин і режисером Юн Хон Сином (псевдонім Чан) був знятий у 2015 році та вийшов на великий екран у травні 2016 року. Його взяли на роль другого плану у фільмі під назвою «Принцеса та свати», у якому також знялися актори Лі Син Ґі та Сім Ин Кьон. Фільм є другою частиною запланованої трилогії Jupiter Films після касового хіта 2013 року The Face Reader. Пізніше Чхве знявся у фільмі «Збитий з рейок» разом із актором-ветераном Ма Дон Соком, режисером якого став Лі Сон Те. Прем'єра стрічки відбулася на Каннському кінофестивалі 2016 року. Світова прем'єра фільму відбулася на 21-му Пусанському міжнародному кінофестивалі в жовтні 2016 року.
У 2017 році Мінхо взяв участь у веб-драмі JTBC під назвою Something 18 разом із Лі Ю Пі. 8 жовтня завдяки високим онлайн-рейтингам глядачів (понад 870 000 переглядів) було оголошено, що веб-драма також буде транслюватися і на телебаченні на каналі JBTC. Отримавши схвалення своєї акторської гри у фільмі «Збитий з рейок», Чхве отримав роль у науково-фантастичному трилері Illang: The Wolf Brigade, який став корейською адаптацією японського аніме-фільму Jin-Roh: The Wolf Brigade. Мінхо заявив, що вибрав цю роль, тому що хотів працювати з режисером Кім Чжі Уном. Фільм вийшов 25 липня 2018 року. У вересні 2017 року Чхве здобув спеціальну нагороду на Indonesian Television Awards 2017 завдяки своїй широкій популярності в країні, а також за його ролі у різних телесеріалах. Чхве Мінхо став першим корейським артистом, який здобув нагороду цю нагороду. 15 листопада Чхве увійшов до списку «Найсексуальніших чоловіків світу» за версією Vogue. Пізніше того ж року Мінхо отримав роль у чотирисерійному мінісеріалі The Most Beautiful Goodbye, яка є ремейком однойменного серіалу 1996 року.
У 2019 році Мінхо провів тур із фан-зустрічею «Best Choi's Minho», який охопив чотири міста: Сеул 16 лютого, Токіо 23–24 лютого, Бангкок 2 березня та Тайбей 3 березня 2019 року. Він завершив свій тур додатковою зустріччю з фанатами в Сеулі 30 березня. 28 березня Чхве випустив свій дебютний сольний сингл «I'm Home» в рамках проєкту SM Station. 15 квітня він приєднався до Корпусу морської піхоти для обов'язкової військової служби. Корпус морської піхоти Республіки Корея визнав Чхве Мінхо «зразковим солдатом морської піхоти» за те, що він відмовився від дострокового звільнення для участі в оборонних навчаннях. Мінхо завершив військову службу 15 листопада 2020 року.

### 2021–тепер: подальші акторські ролі таChase
У січні 2021 року Мінхо відновив діяльність у складі Shinee. Він також поновив участь у різноманітних шоу, включаючи спеціальну появу в веб-серіалі Lovestruck in the City і головну роль у реаліті-шоу Law of the Jungle — Pioneers. У вересні 2021 року Мінхо дебютував як радіоведучий у програмі Naver Now Best Choice, спортивній розмовній програмі, де Мінхо, добре знаний як «атлетичний ідол», розповідає різноманітні спортивні новини та розмовляє з вболівальниками та різними гостями про «його улюблені речі». Він з'явився у гостьовій ролі в серіалі Yumi's Cells. Мінхо зіграв Че У Ґі, колегу у якого була закохана головна героїня. 21 грудня 2021 року Чхве провів фан-зустріч Best Choi's Minho 2021 офлайн у Сеулі та онлайн через платформу Beyond Live. Того ж дня він випустив цифровий сингл «Heartbreak».
У травні 2022 року Мінхо провів сольну фан-зустріч Shinee World J Presents «Best Choi's Minho» 2022 в Японії, а також виконав дві нові пісні. Він з'явився у фільмі жахів New Normal режисера Чон Бом Сіка. Його було обрано як фільм закриття 26-го Міжнародного фестивалю фантастичного кіно в Пучхоні. Перші японські пісні співака «Romeo and Juliet» та «Falling Free» вийшли у цифровому вигляді 24 серпня. Він випустив свій дебютний сольний мініальбом Chase 6 грудня 2022 року. Пізніше того ж місяця Мінхо знявся в серіалі Netflix The Fabulous разом із акторкою Чхе Су Бін. У січні 2023 року він вирушив у тур із фан-зустрічею, який почався в SM Mall of Asia Arena на Філіппінах і продовжився до Тайваню, Гонконгу та Японії.

## Дискографія

### Мініальбоми
| Назва | Деталі альбому                                                                                | Пікові позиції у чартах | Пікові позиції у чартах | Продажі                  |
| Назва | Деталі альбому                                                                                | KOR                     | JPN Hot                 | Продажі                  |
| ----- | --------------------------------------------------------------------------------------------- | ----------------------- | ----------------------- | ------------------------ |
| Chase | - Реліз: 6 грудня 2022 - Лейбл: SM Entertainment - Формат: CD, цифрове завантаження, стриминг | 4                       | 17                      | - Південна Корея: 76,139 |

### Сингли
| Назва                                                                       | Рік                    | Пікові позиції у чартах | Пікові позиції у чартах | Альбом                 |
| Назва                                                                       | Рік                    | KOR                     | US World                | Альбом                 |
| Як головний виконавець                                                      | Як головний виконавець | Як головний виконавець  | Як головний виконавець  | Як головний виконавець |
| --------------------------------------------------------------------------- | ---------------------- | ----------------------- | ----------------------- | ---------------------- |
| «I'm Home» (кор. 그래)                                                      | 2019                   | —                       | 12                      | SM Station Season 3    |
| «Heartbreak»                                                                | 2021                   | 144                     | 9                       | Chase                  |
| «Romeo and Juliet»                                                          | 2022                   | —                       | —                       | Сингли поза альбомом   |
| «Falling Free»                                                              | 2022                   | —                       | —                       | Сингли поза альбомом   |
| «Chase» (кор. 놓아줘)                                                       | 2022                   | 94                      | —                       | Chase                  |
| «—» релізи, що не потрапили у чарти або не виходили у відповідних регіонах. |                        |                         |                         |                        |

### Музичні кліпи
| Назва                 | Рік  | Прим.  |
| --------------------- | ---- | ------ |
| «I'm Home» (그래)     | 2019 | [ 77 ] |
| «Heartbreak»          | 2021 | [ 78 ] |
| «Chase» (кор. 놓아줘) | 2022 | [ 79 ] |

### Авторство в написанні пісень
Усі титри авторства пісень адаптовані з бази даних Korea Music Copyright Association та нотаток до альбомів, якщо не зазначено інше.
| Пісня                 | Рік  | Виконавець               | Альбом                   | У співавторстві з                                                         |
| --------------------- | ---- | ------------------------ | ------------------------ | ------------------------------------------------------------------------- |
| «Love's Way»          | 2008 | Shinee                   | The Shinee World         | Wheesung, JQ (Makeumine Works)                                            |
| «Love Like Oxygen»    | 2008 | Shinee                   | The Shinee World         | Young-hu Kim, Kwon Yoon-jung, JQ                                          |
| «One for Me»          | 2008 | Shinee                   | The Shinee World         | Wheesung, JQ                                                              |
| «Graze»               | 2008 | Shinee                   | The Shinee World         | Kim Jeong-bae, JQ, John Hyunkyu Lee                                       |
| «Best Place»          | 2008 | Shinee                   | The Shinee World         | Hong-seok, Park Hae-hyung, JQ                                             |
| «Juliette»            | 2009 | Shinee                   | Romeo                    | Jonghyun                                                                  |
| «Get Down»            | 2009 | Key & Minho (feat. Luna) | 2009, Year of Us         | Мніхо, Key, JQ, Bigtone, Ryan S. Jhun, Script Shepherd, Antwann Frost     |
| «Obsession»           | 2010 | Shinee                   | Lucifer                  | Джонхьон                                                                  |
| «Shout Out»           | 2010 | Shinee                   | Lucifer                  | JQ, Shinee, Misfit                                                        |
| «Wowowow»             | 2010 | Shinee                   | Lucifer                  | Kim Jin-hee, JQ                                                           |
| «Your Name»           | 2010 | Shinee                   | Lucifer                  | Onew                                                                      |
| «Hello»               | 2010 | Shinee                   | Hello                    | Kim Eana                                                                  |
| «One»                 | 2010 | Shinee                   | Hello                    | Park Sung-soo                                                             |
| «Get It»              | 2010 | Shinee                   | Hello                    | Ceejay (Fresh Boys), Gilme, Key                                           |
| «Alarm Clock»         | 2012 | Shinee                   | Sherlock                 | Джонхьон                                                                  |
| «Stranger»            | 2012 | Shinee                   | Sherlock                 | Kim Jeong-bae                                                             |
| «Honesty»             | 2012 | Shinee                   | Sherlock                 | Джонхьон                                                                  |
| «Dream Girl»          | 2013 | Shinee                   | The Misconceptions of Us | Jeon Gan-di                                                               |
| «Girls, Girls, Girls» | 2013 | Shinee                   | The Misconceptions of Us | Jeon Gan-di, Key                                                          |
| «Beautiful»           | 2013 | Shinee                   | The Misconceptions of Us | Tesung Kim (Iconic Sounds)                                                |
| «Dynamite»            | 2013 | Shinee                   | The Misconceptions of Us | Kim Boo-min                                                               |
| «Shine» (Medusa I)    | 2013 | Shinee                   | The Misconceptions of Us | Misfit                                                                    |
| «Orgel»               | 2013 | Shinee                   | The Misconceptions of Us | Джонхьон, Key                                                             |
| «Excuse Me Miss»      | 2013 | Shinee                   | The Misconceptions of Us | Kim Boo-min, JQ                                                           |
| «Sleepless Night»     | 2013 | Shinee                   | The Misconceptions of Us | Макс Чанмін                                                               |
| «Better Off»          | 2013 | Shinee                   | The Misconceptions of Us | Джонхьон                                                                  |
| «Destination»         | 2013 | Shinee                   | Everybody                | Jeon Gan-di                                                               |
| «Close the Door»      | 2013 | Shinee                   | Everybody                | Jinbo (Superfreak Records)                                                |
| «Colorful»            | 2013 | Shinee                   | Everybody                | Jeon Gan-di, Key                                                          |
| «Romance»             | 2015 | Shinee                   | Odd                      | Kim In-hyung                                                              |
| «Farewell My Love»    | 2015 | Shinee                   | Odd                      | Jeon Ji-eun, Hwang Seon-jeong, Kim Jeong-mii (January 8th (lalala Studio) |
| «Don't Let Me Go»     | 2016 | Shinee                   | 1 of 1                   | Jo Yoon-kyung, Key                                                        |
| «Lipstick»            | 2016 | Shinee                   | 1 of 1                   | Oh Min-joo                                                                |
| «Don't Stop»          | 2016 | Shinee                   | 1 of 1                   | Джонхьон, Key                                                             |
| «U Need Me»           | 2016 | Shinee                   | 1 of 1                   | Agnes Shin (MonoTree)                                                     |
| «Good Evening»        | 2018 | Shinee                   | The Story of Light       | Jo Yoon-kyung, Key                                                        |
| «Chemistry»           | 2018 | Shinee                   | The Story of Light       | Jo Yoon-kyung                                                             |
| «Our Page»            | 2018 | Shinee                   | The Story of Light       | Shinee, Kenzie                                                            |
| «Sunny Side»          | 2018 | Shinee                   | Сингл без альбому        | Shinee                                                                    |
| «I'm Home»            | 2019 | Minho                    | SM Station Season 3      | Jayins, Soo-chang, Lim Soo-ah                                             |
| «Area»                | 2021 | Shinee                   | Atlantis                 | JQ, Cha Yoo-bin, Lee Yeon-ji                                              |
| «Runaway»             | 2022 | Minho (feat. Gemini)     | Chase                    | Gemini, Kwaca                                                             |

## Фільмографія

### Фільми
| Рік  | Назва                  | Роль             | Нотатки                                                                      | Прим.  |
| ---- | ---------------------- | ---------------- | ---------------------------------------------------------------------------- | ------ |
| 2012 | «Я»                    | грає самого себе | Документальний фільм SM Town                                                 | [ 91 ] |
| 2015 | «Сцена SM Town»        | грає самого себе | Концертний фільм SM Town                                                     | [ 92 ] |
| 2016 | «Бабуся Кє Чхун»       | Хан І            |                                                                              | [ 93 ] |
| 2016 | «Двоє»                 | Чін Іль          |                                                                              | [ 94 ] |
| 2018 | «Принцеса та свати»    | Со Ка Юн         | Особлива поява                                                               | [ 95 ] |
| 2018 | «Інран: Вовча бригада» | Кім Чхоль Джін   |                                                                              | [ 96 ] |
| 2019 | «Битва при Чансарі»    | Чхе Син Пхіль    | Друга частина трилогії після «Операція «Хроміт»»                             | [ 97 ] |
| 2022 | «Нова норма»           | Хун              | Завершальний фільм 26-ого Міжнародного фантастичного кінофестивалю у Пучхоні | [ 98 ] |

### Телебачення
| Рік       | Назва                         | Роль          | Нотатки                   | Прим.   |
| --------- | ----------------------------- | ------------- | ------------------------- | ------- |
| 2008      | «Мій дорогоцінний ти»         | У ролі себе   | Особлива поява            |         |
| 2010      | «Піаніст»                     | О Че Ро       | Спеціальна теледрама      | [ 2 ]   |
| 2012      | «Гуру Саламндра та Тінь»      | Чхве Мін Хьок | Ситком                    | [ 99 ]  |
| 2012      | «Тобі красивому»              | Кан Тхе Джун  |                           | [ 100 ] |
| 2013      | «Найкраща медична команда»    | Кім Сон У     |                           | [ 101 ] |
| 2015      | «Мій перший раз»              | Юн Тхе О      |                           | [ 102 ] |
| 2016      | «Пити в однині»               | У ролі себе   | Камео                     | [ 103 ] |
| 2016–2017 | «Хваран: Молоді поети воїни»  | Кім Су Хо     |                           | [ 104 ] |
| 2017      | «Якось 18»                    | О Кьон Хві    | Головна роль              | [ 105 ] |
| 2017      | «Найгарніше прощання у світі» | Чон Су        | Чотирисерійний мінісеріал | [ 106 ] |
| 2020–2021 | «Любов і місто»               | О Тон Сік     | Камео                     | [ 107 ] |
| 2021      | «Клітини мозку Юмі»           | Чхе У Ґі      | Особлива поява            | [ 108 ] |
| 2022      | «Приголомшливі»               | Чі У Мін      |                           | [ 109 ] |

### Вар'єте шоу
| Рік       | Назва                              | Роль         | Нотатки                                   | Прим.   |
| --------- | ---------------------------------- | ------------ | ----------------------------------------- | ------- |
| 2009–2012 | «Вперед, командо мрії!»            | Головна роль |                                           | [ 110 ] |
| 2010      | «О! Моя школа»                     | Головна роль |                                           | [ 111 ] |
| 2013      | «Мамма Мія»                        | Ведучий      |                                           | [ 112 ] |
| 2013      | «Шоу з нирянням зірок «Бризки»»    | Конкурсант   |                                           | [ 27 ]  |
| 2010–2011 | «Шоу! Музичне ядро»                | Ведучий      | з Пе Сюзі, Onew, Пак Чі Йон               | [ 14 ]  |
| 2013–2015 | «Шоу! Музичне ядро»                | Ведучий      | з Кім Со Хьон, Но Хон Чхоль, Зіко, N, Єрі | [ 23 ]  |
| 2015      | «Захоплива Індія»                  | Головна роль |                                           | [ 113 ] |
| 2021      | «Закон джунглів — Піонери»         | Головна роль |                                           | [ 114 ] |
| 2021      | «Екстримальний дебют: Дикі айдоли» | Тренер       |                                           | [ 115 ] |
| 2021      | «Легендарні актори»                | Головна роль | Спеціальна програма присвячена Чхусоку    | [ 116 ] |
| 2021–2022 | «Король гольфу: 2 сезон»           | Головна роль | Серії 1–13                                | [ 117 ] |
| 2022      | «Тікай за гроші»                   | Конкурсант   |                                           | [ 118 ] |

### Веб-шоу
| Рік  | Назва                      | Роль                       | Нотатки                            | Прим.   |
| ---- | -------------------------- | -------------------------- | ---------------------------------- | ------- |
| 2022 | «Чхан Мін Хо: Друзі берді» | Ведучий                    | з Чханміном                        | [ 119 ] |
| 2023 | «Брати в дорозі»           | Учасник акторського складу | з Чу Чі Хун, Ха Чон У та Йо Чін Ку | [ 120 ] |
| 2023 | «Співак вебтуну»           | Ведучий                    | з Ю Се Юн та Чан То Йон            | [ 121 ] |

### Радіо
| Рік  | Назва                   | Роль           | Прим.           |
| ---- | ----------------------- | -------------- | --------------- |
| 2021 | Best Choice             | Ведучий        | [ 122 ] [ 123 ] |
| 2023 | Kim Eana's Starry Night | Спеціальний DJ | [ 124 ]         |

### Ведучий
| Рік  | Назва                                              | Нотатки                                                    | Прим.   |
| ---- | -------------------------------------------------- | ---------------------------------------------------------- | ------- |
| 2011 | Концерт мрії корейської хвилі                      | з Пак Сін Хє та Ок Тхек Йон                                | [ 125 ] |
| 2014 | 28-ма Премія «Золотий диск»                        | з Чон Йон Хва, Юн Ту Джун, Тхейон, Тіффані Йон, О Сан Джін | [ 126 ] |
| 2016 | Премія корейської популярної культури та мистецтва | з Хан Че А                                                 | [ 127 ] |
| 2017 | Міжнародний мирний концерт One K                   | з Кім Соль Хьон (у Манілі, Філіппіни)                      | [ 128 ] |
| 2018 | Корейський музичний фестиваль ЦММ                  | З Чо Бо А                                                  | [ 129 ] |
| 2018 | Міжнародний фантастичний кінофестиваль у Пучхоні   | з Лім Чі Йон                                               | [ 130 ] |
| 2018 | «MBC Gayo Daejejeon»                               | з Но Хон Чхоль, Ім Юна, Чха Ин У                           | [ 131 ] |
| 2023 | 32-га Сеульська музична премія                     | з Кім Іль Джун та Лі Мі Джу                                | [ 132 ] |

### Появи в музичних відео
| Назва | Рік                      | Виконавець        | Прим.   |
| ----- | ------------------------ | ----------------- | ------- |
| 2009  | «Gee»                    | Girls' Generation | [ 10 ]  |
| 2010  | «Gee» (Japanese version) | Girls' Generation | [ 133 ] |
| 2010  | «Sound»                  | VNT               | [ 11 ]  |
| 2016  | «Miro»                   | Romeo             | [ 134 ] |

## Нагороди і номінації
| Нагорода                             | Рік  | Категорія                                                         | Номінант / Робота                       | Результат | Прим.           |
| ------------------------------------ | ---- | ----------------------------------------------------------------- | --------------------------------------- | --------- | --------------- |
| Премія азійський артист              | 2018 | Діамант Азії                                                      | Чхве Мінхо                              | Перемога  | [ 135 ]         |
| Премія мистецтв Пексан               | 2014 | Нагорода за популярність (чоловіки)                               | «Найкраща медична команда»              | Номінація | [ 136 ]         |
| Кінопремія Буїль                     | 2018 | Нагорода «Популярна зірка»                                        | «Інран: Вовча бригада»                  | Номінація |                 |
| Міжнародний кінофестиваль у Пусані   | 2017 | Премія «Азійська зірка» від Marie Claire: Нагорода «Обличчя Азії» | Чхве Мінхо                              | Перемога  | [ 137 ]         |
| Кінофестиваль золотого кіноматографу | 2021 | Особливий приз від журі                                           | «Битва при Чансарі»                     | Перемога  | [ 138 ]         |
| Премія «Великий дзвін»               | 2016 | Накращий акторський дебют (чоловіки)                              | «Бабуся Кє Чхун»                        | Номінація | [ 139 ]         |
| Премія «Великий дзвін»               | 2017 | Накращий акторський дебют (чоловіки)                              | «Двоє»                                  | Номінація | [ 140 ]         |
| Премія індонезійського телебачення   | 2017 | Особлива нагорода                                                 | Чхве Мінхо                              | Перемога  | [ 141 ]         |
| Премія MBC драма                     | 2013 | Кращий новий актор                                                | «Найкраща медична команда»              | Номінація | [ 142 ]         |
| Премія MBC розваги                   | 2014 | Нагорода за популярність (Музичне розмовне шоу)                   | «Шоу! Музичне ядро»                     | Перемога  | [ 143 ] [ 144 ] |
| Премія MBC розваги                   | 2015 | Нагорода за популярність (Музичне розмовне шоу)                   | «Шоу! Музичне ядро»                     | Перемога  | [ 145 ]         |
| Премія SBS драма                     | 2012 | Нагорода «Нова зірка»                                             | «Мій перший раз»                        | Перемога  | [ 146 ]         |
| Премія SBS драма                     | 2012 | Краща пара                                                        | Чхве Мінхо (з Соллі) («Мій перший раз») | Перемога  | [ 146 ]         |
| Премія SBS драма                     | 2012 | Нагорода Netizen за популярність                                  | Чхве Мінхо                              | Номінація |                 |
| Премія SBS розваги                   | 2010 | Кращий новачок розважальної програми                              | «Зоряний король»                        | Перемога  | [ 147 ]         |

## Нотатки
1. ↑  Сингл «I'm Home» не потрапив у Gaon Digital Chart, але посів 65 місце у суміжному Download Chart[76].
2. ↑  ЦММ розшифровується як «Цифрове медійне місто», детальніше про це у статті: Цифрове медійне місто[en]